# Virtual Retinal Display
Virtual Retinal Display (VRD), también conocida como una pantalla de retina de exploración o proyector de la retina, es una tecnología de visualización que dibuja una imagen de mapa de bits de la pantalla(como un televisor) directamente en la retina del ojo. El usuario que lo utiliza aprecia una pantalla convencional flotando en el espacio frente a ellos.

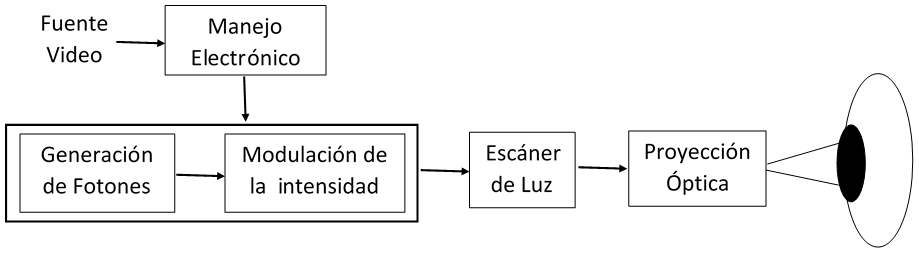
Imagen que muestra como trabaja Retinal Display Virtual

## Mecanismo
En una pantalla convencional se produce una imagen real. La imagen real o bien se visualiza directamente o bien, como ocurre en el caso de los casco de realidad virtual (montan un sistema similar al óptico humano), se proyecta a través de un sistema óptico y la imagen virtual resultante se visualiza. La proyección mueve la imagen virtual a una distancia que permite un enfoque cómodo del ojo.  En un RDV nunca se produce una imagen real. Más bien, una imagen es formada directamente en la retina del ojo de los usuarios. Un diagrama de bloques de un RDV se muestra en la figura anterior.
Para crear una imagen con el RDV una fuente de fotones (o tres fuentes en el caso de una pantalla a color) se usa para generar un haz de luz coherente. El uso de una fuente coherente (como un diodo láser) permite al sistema dibujar un punto de difracción limitado en la retina.  El haz de luz es de intensidad modulada para coincidan la intensidad de la imagen que se forma. La modulación puede llevarse a cabo después de que se genera el haz de luz. Si la fuente tiene un ancho de banda suficiente, como es el caso de un láser de diodo, la fuente se puede modular directamente.
El haz resultante de la modulación se escanea para colocar cada punto de la imagen, o pixel, en el lugar preciso de la retina. Una variedad de patrones de exploración es posible. La exploración podría usarse en un modo caligráfico (vector), en el que las líneas que forman la imagen son dibujadas directamente, o en un modo de trama, como muchos de los monitores de computadoras o televisores estándar. El uso de un método de tramas de exploración de la imagen, permite que al VRD ser utilizado por las fuentes estándar de video. Para dibujar una trama, un escáner horizontal mueve el haz de luz para dibujar una fila de pixeles. Entonces, el escáner vertical se mueve por el haz de luz de la próxima línea donde otra fila de pixeles será dibujada.
Después de la exploración, el haz óptico de luz puede proyectarse correctamente en el ojo del usuario. El objetivo es que la pupila de salida del RDV sea coplanar con la pupila de entrada del ojo. El lente y la córnea del ojo pueden entonces enfocar el haz en la retina, formando un lugar. La posición en la retina donde el ojo enfoca el sitio es determinada por el ángulo con que la luz entra en el ojo. Este último es determinado por el escáner y varía continuamente según el patrón de la trama. El brillo del sitio enfocado es determinado por la modulación de la intensidad de la luz, y con la intensidad modulada para cada sitio, enfocada hacia el ojo, se dibuja una imagen en la retina. La persistencia del ojo hacia la imagen permanece continua y estable.
Finalmente, el manejador electrónico sincroniza el escáner y la intensidad de la modulación con la señal de video entrante de forma tal de que la imagen que una imagen estale es creada.

## Comparación con los LCD y otros dispositivos de pantalla
Los Monitores de Cristal Líquido (Liquid Crystal Displays – LCDs) son actualmente los principales monitores para la presentación del entretenimiento y la información. Una imagen que es generada electrónicamente es visualizada con el sistema óptico del ojo. La imagen que vemos está sujeta, no solo a la calidad del sistema óptico del ojo, también a la calidad del monitor y al ambiente en el que el monitor está ubicado.
Con un RDV, los defectos en el sistema óptico del ojo, como son daños en la córnea, lentes y la reducción de la sensibilidad de la retina, puede ser pasadas, también como un problema del ambiente de visualización, como el brillo ambiental, el ángulo del visor y el brillo visualizado. Adicionalmente, la imagen vista puede ser aumentada con otra información y brillo del sistema, sin afectar la imagen formada en la retina.
Aunque el RDV es un dispositivo de salida, la tecnología se presta para potenciar con sistemas de seguimiento de ojos (eyegaze) para la entrada. El seguimiento de ojos se utiliza en problemas avanzados y en cámaras de vídeo para enfocar el que se quiere grabar.
Este enfoque produce importantes ventajas sobre la visualización convencional de los monitores:
- Potencialmente muy pequeño y liviano, gafas montadas.
- Campo grande y un ángulo de visión, de más de 120 grados
- Alta resolución, aproximando a la visión humana
- A todo color con una mejora potencial de la resolución del color a las pantallas convencionales
- El brillo y relación del contraste suficiente para utilizarse al aire libre
- La verdadera pantalla 3D estéreo con modulación de profundidad
- Pasa muchos de los defectos ópticos y de la retina

## Ojos
Un pequeño repaso de como el ojo forma una imagen para ayudar a comprender el VRD.
Una fuente puntual emite ondas de luz que irradian en círculos alrededor del punto. La pupila del ojo, enfocando la fuente, puede ver una pequeña porción del frente de la onda. La curvatura del frente de honda entrante en la pupila es determinada por la distancia del ojo hacia la fuente. Como la fuente se mueve más lejos, menos curvatura es exhibida por los frentes de onda. Es la curvatura del frente de onda la que determina donde el ojo debe centrarse con el fin de crear una imagen nítida.
Si el ojo está a una distancia infinita de la fuente, ondas planas entran en la pupila. Los lentes de las imágenes del ojo dirige la onda a un lugar en la retina. El tamaño del lugar es limitado por las aberraciones en el lente y por la difracción de la luz a través de la pupila. Es, con el ángulo que la onda plana entra en el ojo, que se determina en qué lugar de la retina se forma. Two points focus to different spots on the retina because the wavefronts from the points are intersecting the pupil at different angles. Dos puntos se enfocan en diferentes puntos de la retina debido a que los frentes de onda de los puntos se intersectan con la pupila con diferentes ángulos.
Descuido las aberraciones en el lente del ojo, se puede determinar el límite de la resolución del ojo basado en la difracción a través de la pupila. Usando el criterio de Rayleigh la resolución angular mínima es calculada de la forma siguiente:  

{\displaystyle \mathrm {resoluci{\acute {o}}n\ angular} ={\frac {1.22\lambda }{D}}}
| Donde                               |
| ----------------------------------- |
| D = diámetro de la pupila           |
| lambda = longitud de onda de la luz |

## Historia
En el pasado sistemas similares fueron hechos para proyectar imágenes desenfocadas directamente en frente de los ojos del usuario en una pantalla pequeña, normalmente en la forma de largos anteojos. El usuario enfocaba sus ojos en el fondo, donde la imagen aparecía flotando. La desventaja de este sistema fueron el área limitada cubierta por la pantalla, y el alto peso de los pequeños televisores utilizados para proyectar la pantalla, y el hecho de que la imagen podía aparecer enfocada, solo si el usuario se centraba en una particular profundidad. El brillo limitado hizo que solo fuese utilizable en interiores.
Solo recientemente un número de desarrollos han hecho posible un verdadero sistema RDV. En particular el desarrollo del alto brillo LED, han hecho las pantallas lo suficientemente brillante para ser utilizadas durante el día, y la óptica adaptativa han permitido a los sistemas corregirse dinámicamente por irregularidades en los ojos (aunque esto no es siempre necesario). El resultado es una alta resolución sin pantalla de visualización con una excelente gama de color y el brillo, mucho mejores que las mejores tecnologías de televisión.
El RDV fue inventado por Kazuo Yoshinaka de Electric Co en Japón, en 1986. El trabajo posterior en la Universidad de Washington en el Laboratorio de Tecnología de Interfaz Humana concluyó en un sistema similar en 1991. La mayoría de las investigaciones sobre VRD hasta la fecha han estado combinadas con varias de sistemas de realidad virtual. En este papel RDVs tienen la ventaja potencial de ser mucho más pequeño que los sistemas de televisión existentes. Sin embargo, comparten algunas de las desventajas ya que requieren algún tipo de óptica para enviar la imagen al ojo, por lo general similar al sistema de gafas de sol que se utilizaba con las tecnologías anteriores. Puede ser utilizada también como parte del sistema de una computadora corporal.

## Ventajas
Además de las ventajas mencionadas anteriormente, el sistema RDV de exploración de luz dentro de un solo ojo permite que las imágenes sean establecidas sobre la vista propia de un objeto real. Por ejemplo, se podría proyectar una imagen animada de los Rayos X como la imagen del motor de un carro o el cuerpo humano.
El sistema RDV también puede mostrar una imagen en cada ojo con una diferencia de ángulo suficiente para simular escenas tridimensionales con alta fidelidad. Por ejemplo, si esto se aplica en los videojuegos, los jugadores podrían tener un mayor sentido de la realidad que las gafas de cristal líquido nunca podrían ofrecer, ya que RDV puede reenfocar dinámicamente para simular objetos cercanos y distantes, con un nivel muy superior de realismo.
Este sistema solo genera fotones esencialmente necesarios, y por esto, es más eficiente para dispositivos móviles que solo están diseñados para ser utilizados por un solo usuario. Un RDV potencialmente podría utilizar decenas o cientos de veces menos energía para aplicaciones bases de teléfonos móviles y Netbook.
Otra ventaja importante es la privacidad: solo el usuario previsto (en el caso de las dispositivos de un solo usuario) es capaz de ver la imagen mostrada. Este tipo de dispositivos es menos vulnerable a “TEMPESTAD” (tipo de canal lateral de filtración de información).

### Seguridad
Se cree que el láser de RDV o las pantallas LED no son perjudiciales para el ojo humano, ya que su intensidad es muy inferior a las que se consideran perjudiciales para la visión, el haz se extiende sobre una superficie mayor, y no se basa en un único punto durante un periodo prolongado de tiempo, pero en el peor de los casos, esto se puede evitar utilizando un sistema de seguridad de emergencia para detectar esta situación y apagarlo.
Para asegurarse de que el dispositivo VRD es seguro, los estándares de seguridad rigurosos de la American National Standards Institute y de la Comisión Electrotécnica Internacional se aplicaron al desarrollo de este tipo de sistemas.

### Mejoras LED
Aunque la potencia requerida es baja, la luz debe ser recogida y enfocada en un punto.  Esta es una propiedad inherente con láser, pero no tan simple con un LED.  Serán necesarios avances en la tecnología LED para concentrar aún más la luz que proviene de estos dispositivos.

## Usos

### Usos Militares
Se han investigado los VRD para uso militar como un sistema de visualización alternativa para Helmet Mounted Displays. Sin embargo todavía un sistema basado en VRD no ha alcanzado usos operacionales y el desarrollo militar actual aparece ahora centrados en otras tecnologías, como la óptica de guía de ondas holográficas.

## Fabricación y usos comerciales
- Brother Industries de Japón exhibió un sistema VRD llamado AirScouter en septiembre de 2010. Dicho sistema fue comercializado posteriormente en agosto de 2011.